# غانم الزرلي
غانم الزرلي (6 ديسمبر 1984 -)، ممثل تونسي ولد في قربة (نابل).

## حياته
تخرج من المعهد العالي للفن المسرحي في تونس في عام 2009 , جسد دور الزعيم التونسي الحبيب بورقيبه في الفيلم التونسي ثلاثون للفاضل الجزيري ودور  علي بن أبي طالب الخليفة الرابع في مسلسل عمر الذي أخرجه حاتم علي. كما شارك في فيلم الذهب الأسود للمخرج العالمي جون جاك آنو. له بعض التجارب في الإخراج المسرحي من أهمها «لهنا» عن نص العرس عند البورجوازيين الصّغار لبرتولد بريشت. كما اشتغل بعدة أعمال تلفزيونية وسينيمائية كمدير ممثلين.

## أعماله
- الافلام[1]
  - 2001 - الذهب الأسود (Black Gold)
  - 2008 - ثلاثون بدور الزعيم التونسي الحبيب بو رقيبة
  - 2013 - عمر
  - 2017 - الجميلة والكلاب / على كف عفريت
  - 2019 - إن بارادوكس
  - 2019 - The Scarecrows
- المسلسلات
  - 2012 عمر من إخراج حاتم علي بدور الإمام علي بن أبي طالب
  - 2016 فلاش باك الجزء الأول
  - 2017 فلاش باك الجزء الثاني
  - 2017 - الاوركيدا
  - 2019 - زنقة الريح
  - 2009- نجوم الليل
  - 2019 -المايسترو
  - 2021 - المنصة

## وصلات خارجية
- غانم الزرلي على موقع IMDb (الإنجليزية)
- غانم الزرلي على موقع قاعدة بيانات الأفلام العربية
- غانم الزرلي على موقع ألو سيني (الفرنسية)
- غانم الزرلي على موقع قاعدة بيانات الفيلم (الإنجليزية)